# Bradysia robusticalcar
Bradysia robusticalcar är en tvåvingeart som beskrevs av Shah Mashood Alam 1988. Bradysia robusticalcar ingår i släktet Bradysia och familjen sorgmyggor. Inga underarter finns listade i Catalogue of Life.